# Uwe Dorendorf

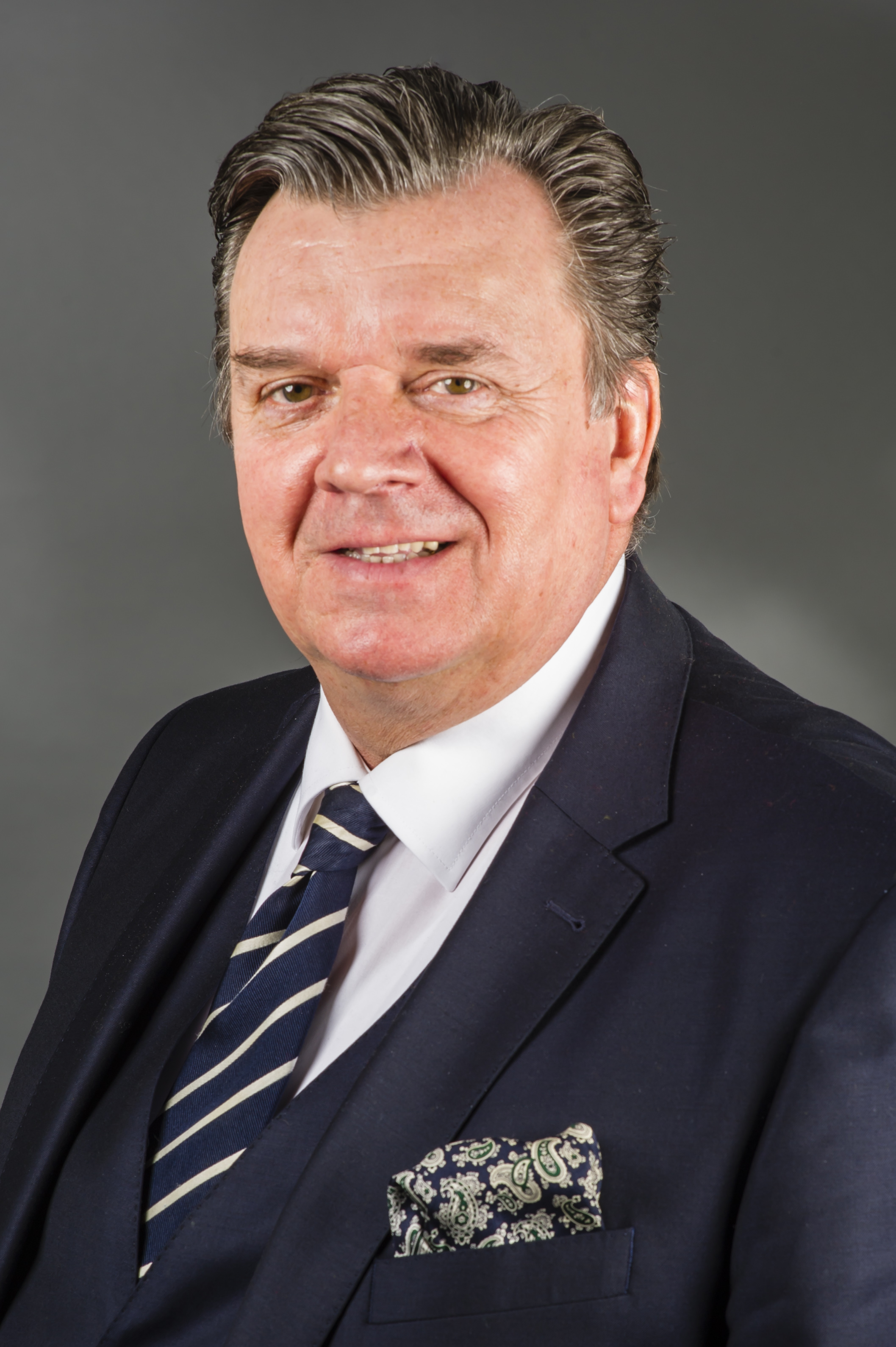
Uwe Dorendorf, 2018

Uwe Dorendorf (* 4. Juni 1960 in Dannenberg) ist ein deutscher Politiker der CDU und seit 2017 Abgeordneter des Niedersächsischen Landtages.

## Leben
Nach dem Realschulabschluss 1978 arbeitete Dorendorf zunächst als Polizeivollzugsbeamter beim Bundesgrenzschutz. Er wechselte 1985 als Strukturleiter zur Hamburg-Mannheimer-Versicherungs-AG und war von 1988 bis 1990 als Vertriebsleiter bei der Magdeburger Versicherungsgruppe Hannover tätig. Im Anschluss folgten weitere Tätigkeiten in der Versicherungsbranche. Seit Dezember 1997 ist er Inhaber einer Agentur der VGH Versicherungen in Clenze und Lüneburg. Ferner ist er ehrenamtliches Mitglied des Ausschusses Banken, Versicherungen und Immobilien der IHK Lüneburg-Wolfsburg. Er unterhält Kontakte zur Familie Brenninkmeijer.
Dorendorf ist Erster Vorsitzender des CDU-Kreisverbandes Lüchow-Dannenberg. Er ist seit 2006 Ratsherr des Fleckens Clenze und seit 2011 Mitglied im Kreistag des Landkreises Lüchow-Dannenberg.
Bei der Landtagswahl im Oktober 2017 gewann Dorendorf im Wahlkreis 48 (Elbe) das Direktmandat für die CDU und zog als Abgeordneter in den Niedersächsischen Landtag ein. Im Parlament ist er Mitglied des Ausschusses für Umwelt, Energie, Bauen und Klimaschutz sowie des Ausschusses für Ernährung, Landwirtschaft und Verbraucherschutz. Bei der Landtagswahl in Niedersachsen 2022 konnte er das Direktmandat verteidigen.
Uwe Dorendorf ist verheiratet und hat zwei Kinder. Er lebt mit seiner Familie in Adendorf im Landkreis Lüneburg. Seinen Hauptwohnsitz hat er in Clenze im Landkreis Lüchow-Dannenberg angemeldet. Dorendorf ist evangelisch-lutherischer Konfession.